# Džbán (nádoba)
Džbán (zdrobněle džbánek, džbáneček) je menší nádoba kulovitého tvaru určená k ručnímu přenášení poživatelných tekutin – například vody, mléka, vína, piva apod.
Džbán obvykle nemá žádnou pokličku nebo víko. Pouze na jedné straně nádoby je opatřen uchem pro úchop a snadné přenášení.
Nedá se tedy běžně nosit oběma rukama a nelze jej, pokud je naplněn, ani nijak zavěšovat, neboť tekutina v něm by se vylila.
Častým materiálem k výrobě džbánů je třeba sklo, porcelán nebo keramika, ale může být třeba také plechový.
V minulosti bývaly džbány často velmi hezky zdobené různými obrázky a nápisy, šlo o projev lidové umělecké tvořivosti, někdy byly doplněny i o různé nápisy, projev lidové slovesnosti.

## Výroba keramického džbánku

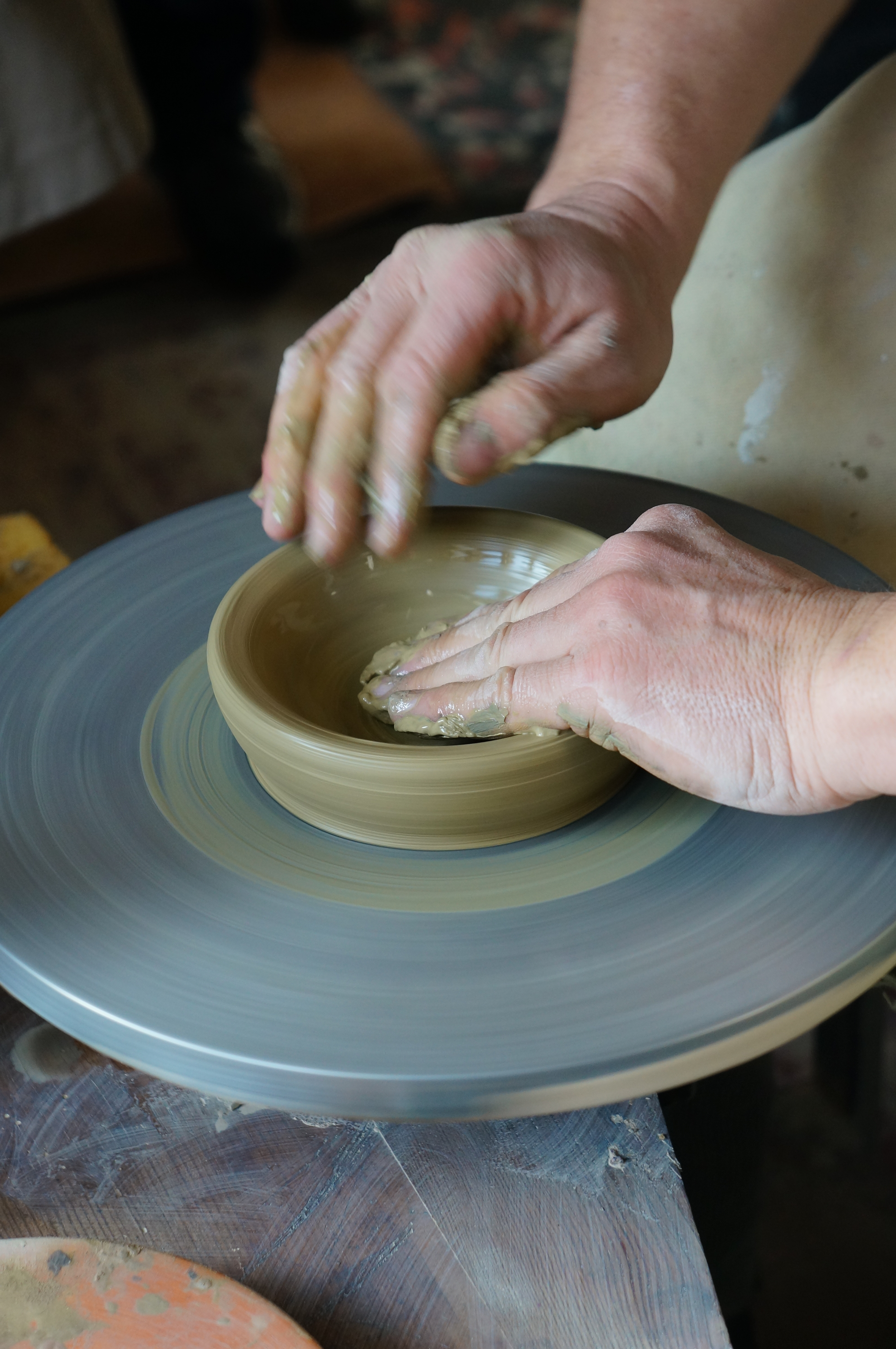
Hlína se položí na otáčivý kruh
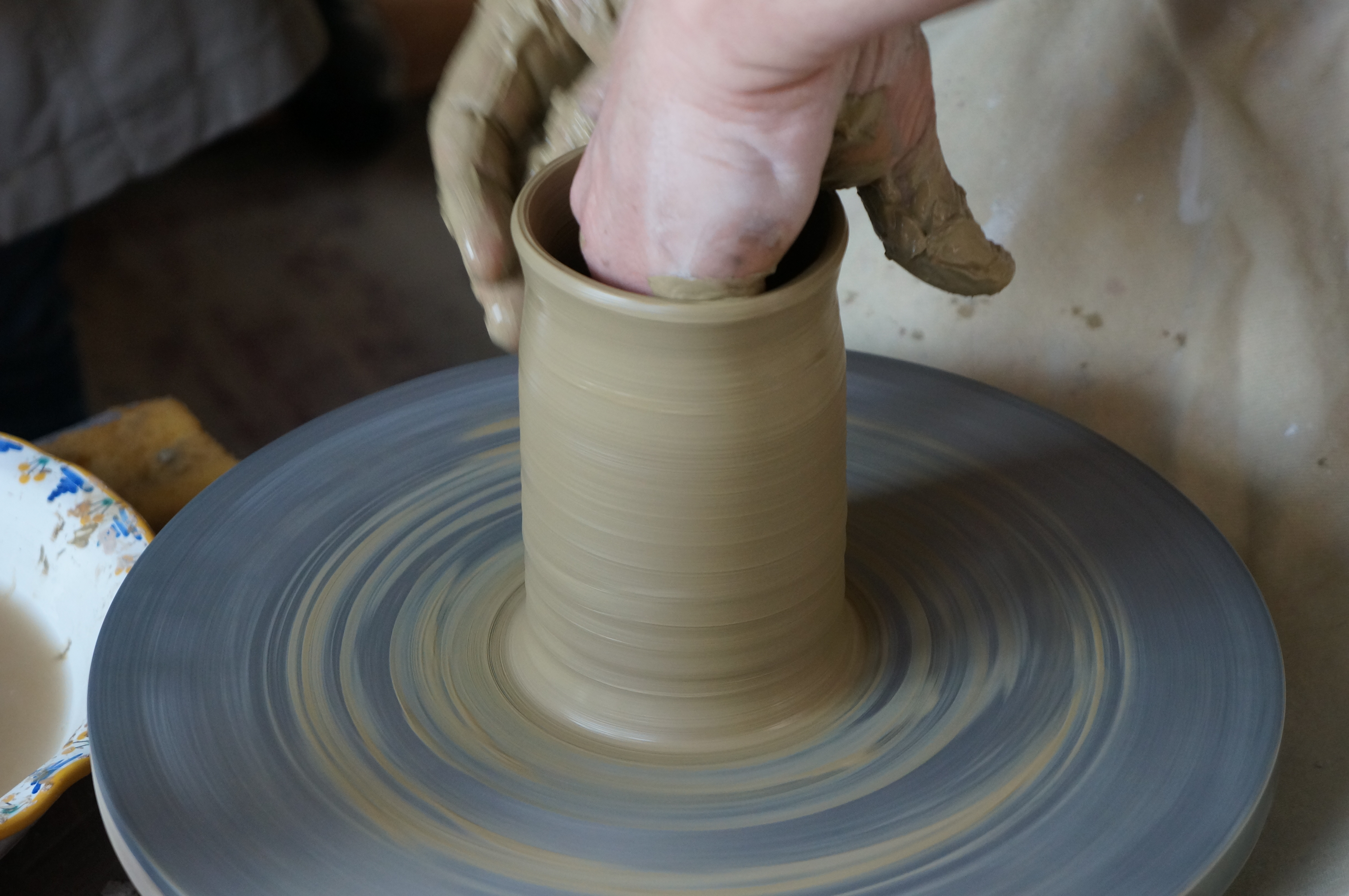
a začne se postupně tvarovat nejprve do tvaru jednoduché nádoby.
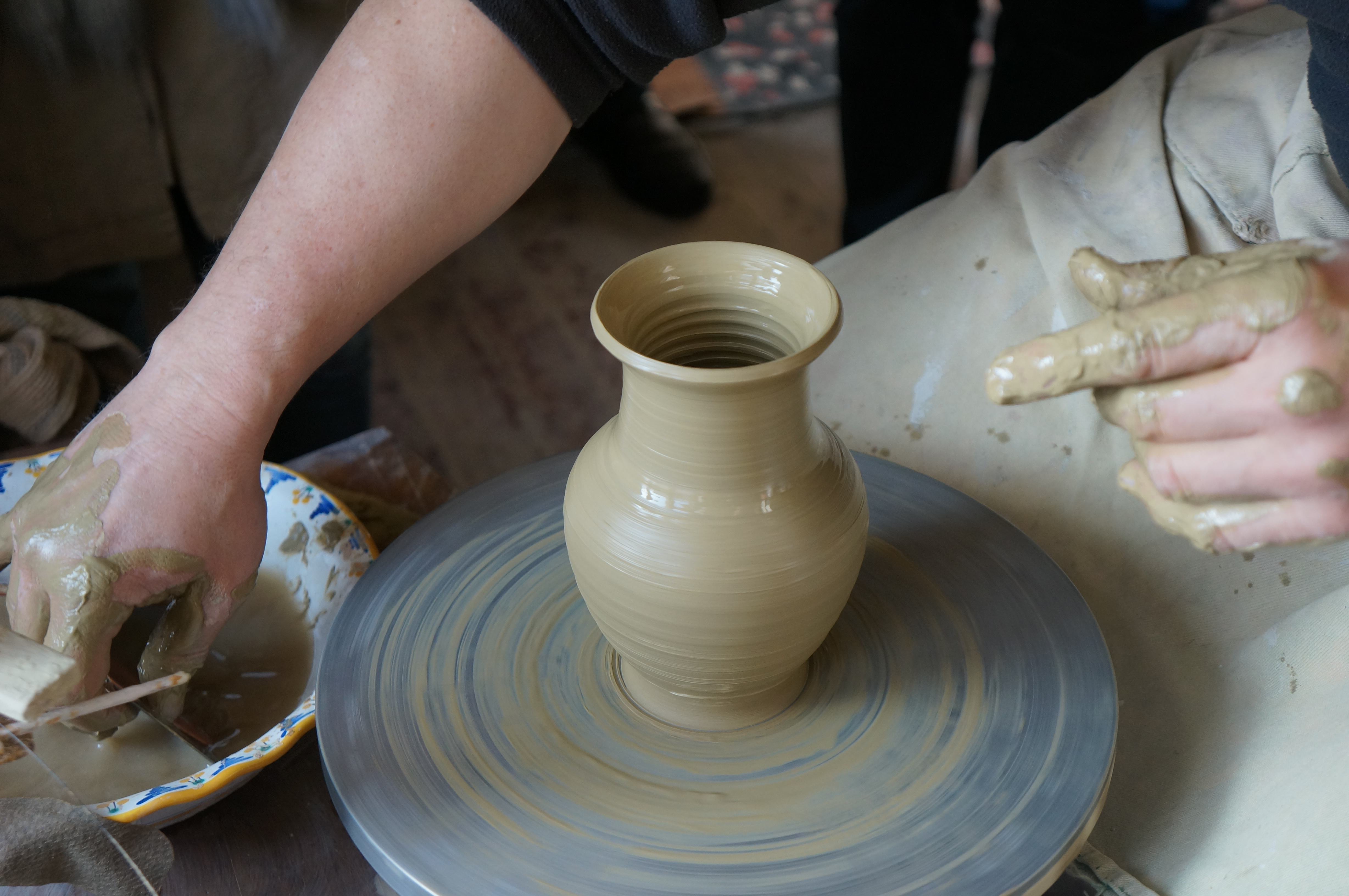
Postupně se přidává charakteristický, dole vypouklý tvar džbánku
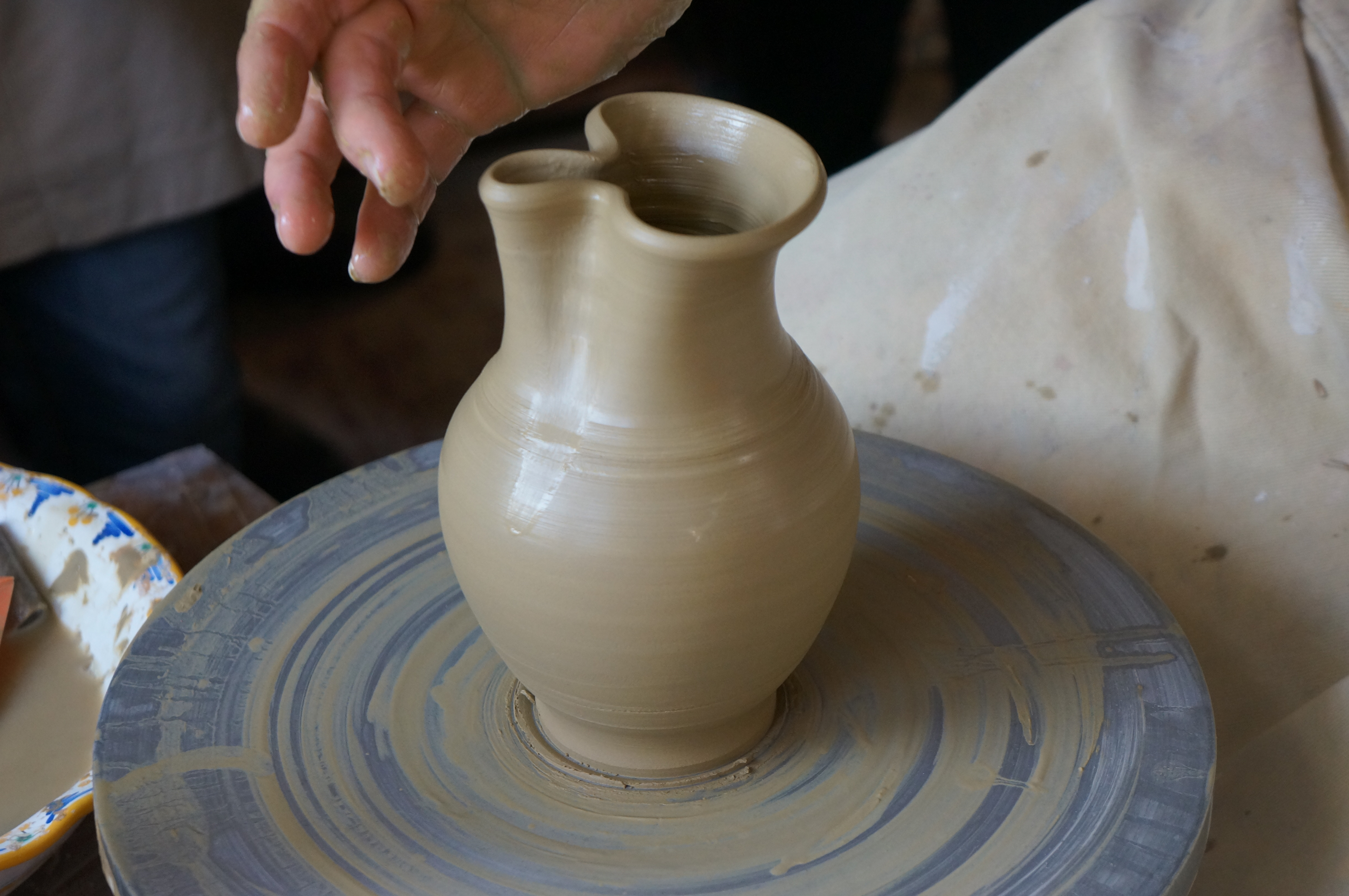
a nakonec se vytvaruje nahoře zobáček pro nalévání.
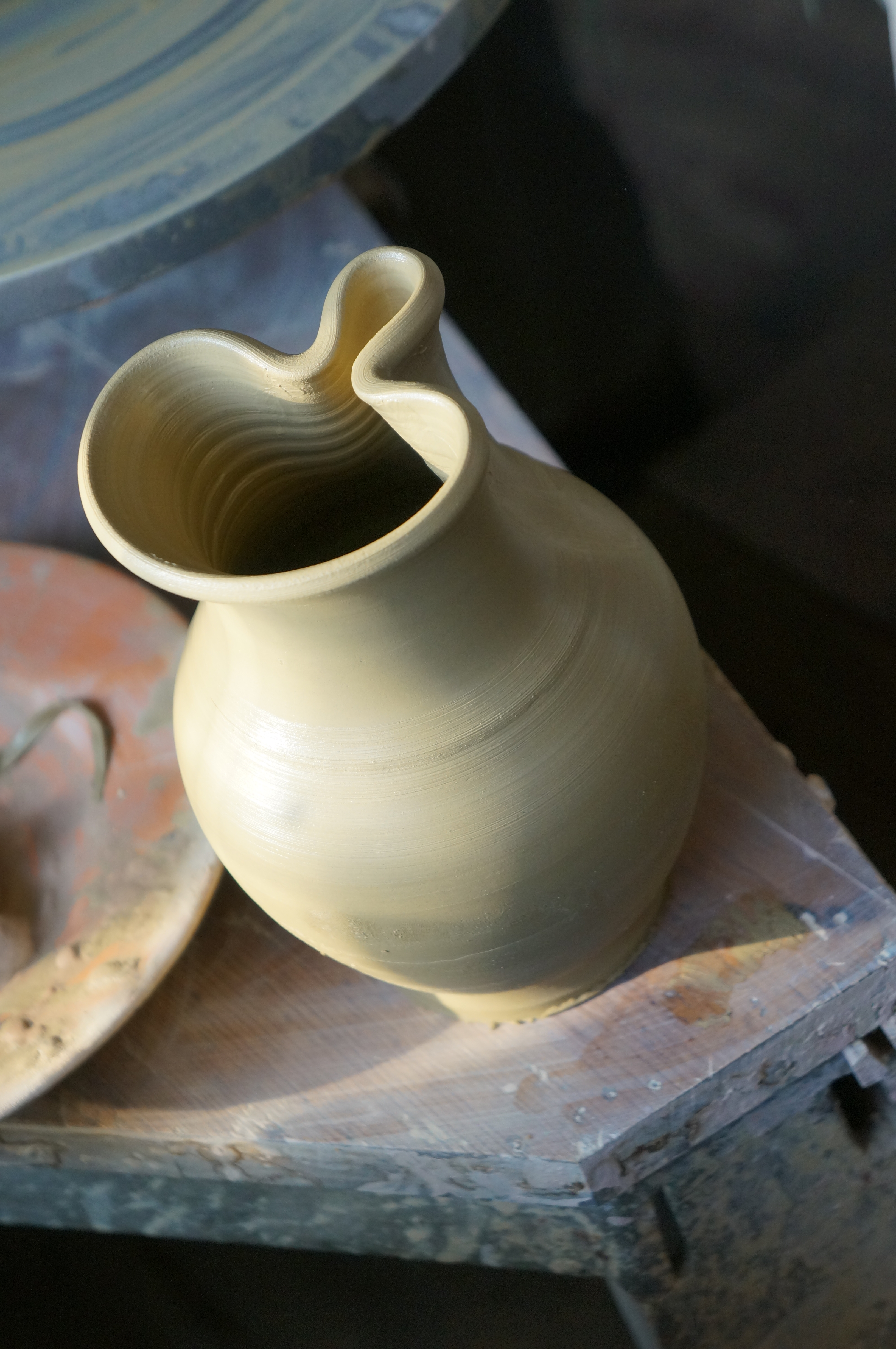
Po vyschnutí se později přilepí ouško.
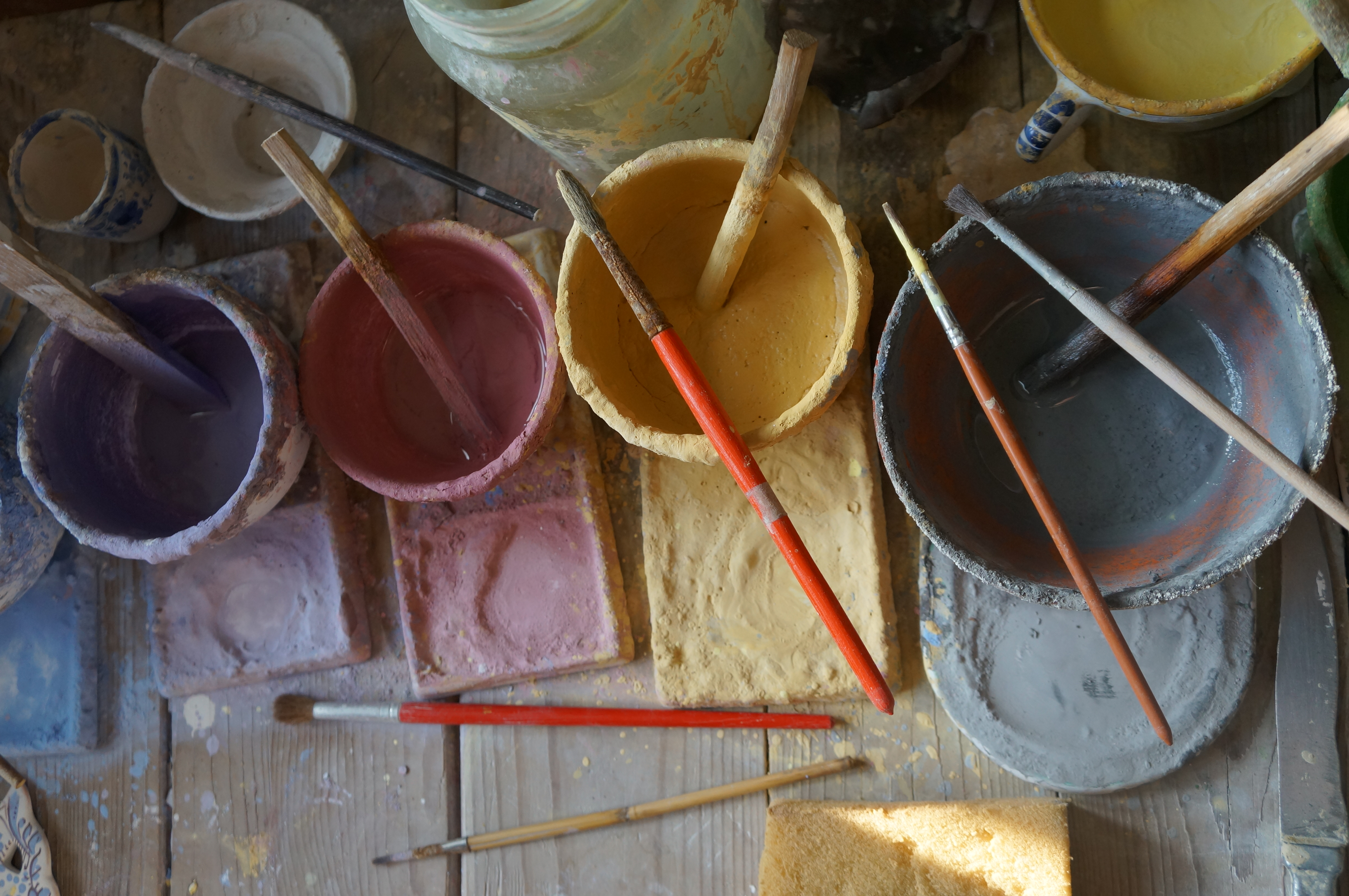
Nabarví se.
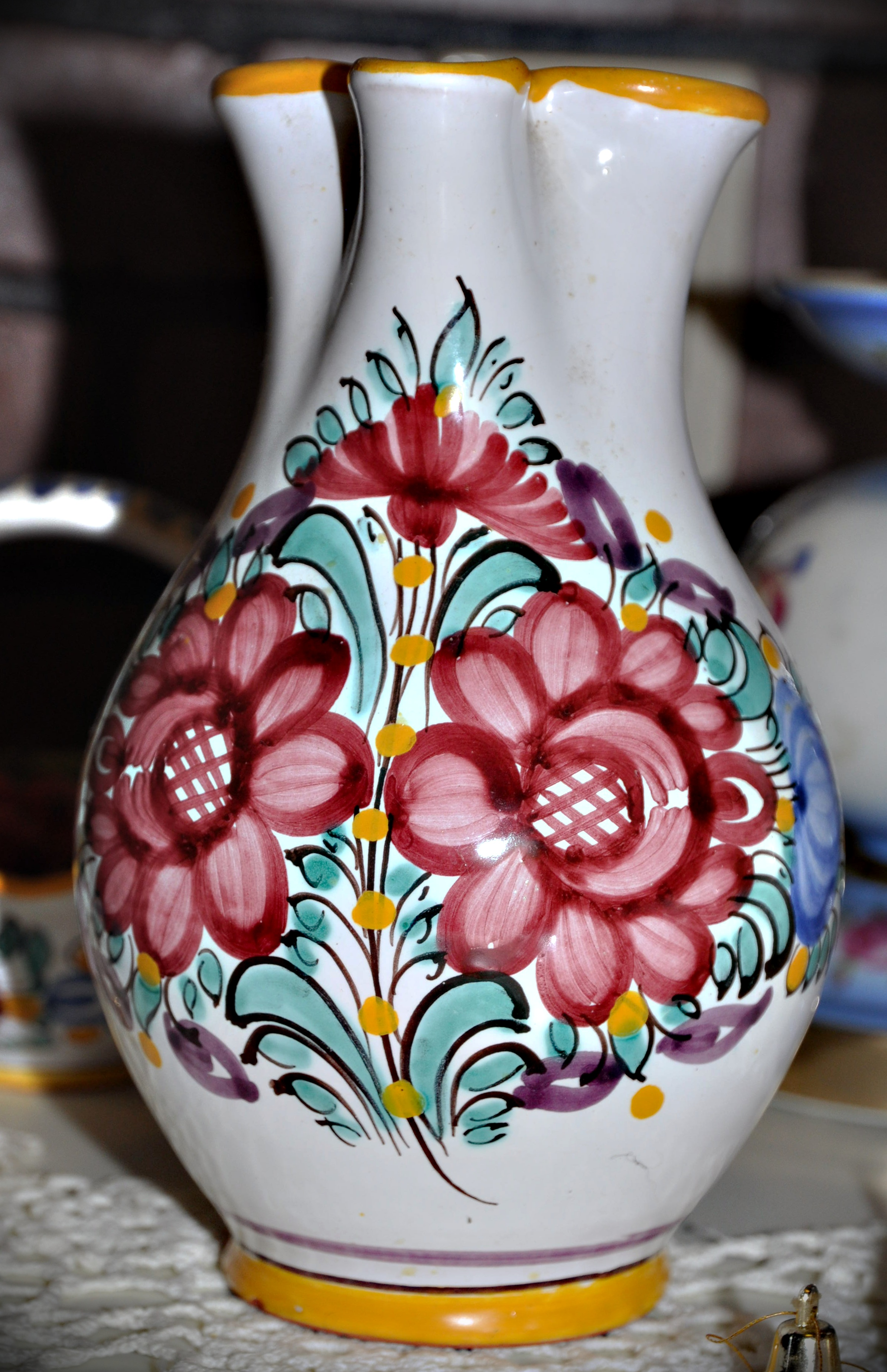
A po vypálení je výsledný produkt na světě. Zde se jedná typického představitele modranské keramiky.